# سیارک ۱۴۱۱۹
سیارک ۱۴۱۱۹ (به انگلیسی: 14119 Johnprince، نامگذاری:1998QU46) چهارده هزار و صد و نوزدهمین سیارک کشف شده‌است که در ۱۷ اوت ۱۹۹۸ کشف شد.
قدر مطلق سیارک برابر ۱۸.۶ است.